# 25551 Drewhall
25551 Drewhall è un asteroide della fascia principale. Scoperto nel 1999, presenta un'orbita caratterizzata da un semiasse maggiore pari a 2,3822083 UA e da un'eccentricità di 0,0508248, inclinata di 5,69456° rispetto all'eclittica.